# Epidendrum cinnabarinum
Epidendrum cinnabarinum Salzm. ex Lindl., 1831, è una pianta della famiglia delle Orchidacee originaria dell'America Meridionale.

## Descrizione
È un'orchidea di grandi dimensioni terricola (geofita) oppure litofita. Presenta steli semplici, simili a canne che portano due foglie coriacee, da oblunghe ad ellittico-oblunghe, ad apice ottuso. La fioritura avviene in primavera e si realizza mediante un'infiorescenza terminale, racemosa o paniculata, lunga fino a 180 centimetri che porta da pochi a moltissimi fiori. Questi sono grandi fino ad oltre 6 centimetri e fioriscono gradualmente; petali e sepali hanno forma lanceolata e sono di colore rosso, il labello è dello stesso colore dei petali, ma sfuma al giallo verso il centro, è trilobato e presenta numerose escrescenze appendicolari.

## Distribuzione e habitat
La specie è originaria del Venezuela e del Brasile nord-orientale , dove cresce geofita oppure litofita.

## Coltivazione
Questa pianta gradisce mezz'ombra e temperature calde durante la fioritura, è consigliabile diminuire la temperatura nella fase di riposo.